# Pretioscopus flavosignatus
Pretioscopus flavosignatus är en insektsart som beskrevs av Webb 1976. Pretioscopus flavosignatus ingår i släktet Pretioscopus och familjen dvärgstritar. Inga underarter finns listade i Catalogue of Life.